# Leonora Ruffo
Pour les articles homonymes, voir Ruffo.
Leonora Ruffo dite Bruna Falchi née Bruna Bovi le 13 janvier 1935 à Rome, et morte dans cette ville le 28 mai 2007, est une actrice italienne.

## Biographie
Son rôle dans Les Vitelloni de Federico Fellini (1953) l'a rendue célèbre : au début du film, lors d'un concours de beauté dans une petite station balnéaire romagnole, la belle Sandra, Miss Siren 1953 s'évanouit, et sa grossesse hors mariage ainsi rendue publique lance l'intrigue. Dans Il vedovo de Dino Risi  (1959), elle joue Gioia, l'amante d'un homme d'affaires veule sans envergure (Alberto Sordi) , et incarne ici aussi une belle jeune femme stable et aimante, victime du machisme ambiant.

## Filmographie
- 1950 : Gli amanti di Ravello (it) de Francesco De Robertis : Elena
- 1952 : Le Prince esclave (Le meravigliose avventure di Guerrin Meschino), de Pietro Francisci : Elisenda
- 1952 : La Reine de Saba (La regina di Saba), de Pietro Francisci : Balkis
- 1953 : Les Vitelloni (I vitelloni), de Federico Fellini : Sandra Rubini
- 1954 : Amours d'une moitié de siècle (Amori di mezzo secolo) : Elena
- 1955 : Ricordami (it) de Ferdinando Baldi
- 1956 : Ciao, pais... (it) d'Osvaldo Langini (it)
- 1957 : Le Masque noir (Il diavolo nero) de Sergio Grieco
- 1958 : Sergente d'ispezione (it) de Roberto Savarese : Giovanna
- 1959 : Due selvaggi a corte (it) de Ferdinando Baldi
- 1959 : Le Veuf (Il vedovo), de Dino Risi : Gioia
- 1960 : La Vengeance d'Hercule (La vendetta di Ercole), de Vittorio Cottafavi : Dejanira
- 1960 : Giallo club - Invito al poliziesco: Vacanze col gangster de Stefano De Stefani (it) (TV) : Cynthia Clyde
- 1960 : Spade senza bandiera (it) de Carlo Veo : Gigliola
- 1960 : Un dollaro di fifa de Giorgio Simonelli : Sara Perkins
- 1961 : Hercule contre les vampires (Ercole al centro della terra), de Mario Bava et Franco Prosperi : Princesse Deianira
- 1961 : Maciste contre le fantôme (Maciste contro il vampiro) de Giacomo Gentilomo et Sergio Corbucci : Giulia
- 1966 : Destination: planète Hydra ( 2+5 missione Hydra) de Pietro Francisci : Kaena
- 1968 : La Loi des colts (...e venne il tempo di uccidere) d'Enzo Dell'Aquila : Fille de Mulligan
- 1969 : Pourquoi pas avec toi (Brucia, ragazzo, brucia) de Fernando Di Leo :